# Danske Havne
Danske Havne är en dansk branschorganisation, där 48 hamnar i Danmark ingår.
Organisationen grundades 1917  som Sammenslutningen af danske Havne. Danske Havne är medlem av International Association of Ports and Harbors och European Sea Ports Organisation. Esbjergs hamn lämnade organisation 2024 för att istället gå med i International Association of Ports and Harbors.Organisationens sekretariat ligger på Bredgade 23 i Köpenhamn.